# 瓦劳德
瓦劳德，是匈牙利巴兰尼亚州所辖的一个村。总面积7.93平方公里，总人口117，人口密度14.8人/平方公里（2011年1月1日）。